# Fińska Formuła 3 Sezon 2004
Fińska Formuła 3 Sezon 2004 – jedenasty sezon Fińskiej Formuły 3.

## Kalendarz wyścigów
| Runda | Data        | Tor        | Pole position  | Najszybsze okrążenie | Zwycięzca (kierowcy) |
| ----- | ----------- | ---------- | -------------- | -------------------- | -------------------- |
| 1     | 14 maja     | Alastaro   | Teemu Tanninen | Teemu Tanninen       | Teemu Tanninen       |
| 2     | 15 maja     | Alastaro   | Teemu Tanninen | Anssi Kela           | Arto Taimi           |
| 3     | 29 maja     | Ahvenisto  | Teemu Tanninen | Teemu Tanninen       | Arto Taimi           |
| 4     | 30 maja     | Ahvenisto  | Teemu Tanninen | Arto Taimi           | Arto Taimi           |
| 5     | 19 czerwca  | Botniaring | Teemu Tanninen | Teemu Tanninen       | Teemu Tanninen       |
| 6     | 20 czerwca  | Botniaring | Teemu Tanninen | Teemu Tanninen       | Teemu Tanninen       |
| 7     | 14 sierpnia | Kemora     | Teemu Tanninen | Teemu Tanninen       | Teemu Tanninen       |
| 8     | 15 sierpnia | Kemora     | Teemu Tanninen | Teemu Tanninen       | Teemu Tanninen       |
| 9     | 3 września  | Ahvenisto  | Teemu Tanninen | ?                    | Simo Santapukki      |
| 10    | 4 września  | Ahvenisto  | Teemu Tanninen | Teemu Tanninen       | Teemu Tanninen       |

## Klasyfikacja kierowców
| Legenda oznaczeń w tabelach wyników Wyświetl szablon na nowej stronie | Legenda oznaczeń w tabelach wyników Wyświetl szablon na nowej stronie                                                                     |
| Oznaczenie                                                            | Wyjaśnienie |
| --------------------------------------------------------------------- | --- |
| Złoty                                                                 | Zwycięzca lub mistrzostwo |
| Srebrny                                                               | 2. miejsce lub wicemistrzostwo |
| Brązowy                                                               | 3. miejsce lub II wicemistrzostwo |
| Zielony                                                               | Ukończył, punktował (w klasyfikacji generalnej, gdy zdobył co najmniej jeden punkt na przestrzeni sezonu, poza trzema powyższymi opcjami) |
| Niebieski                                                             | Ukończył, nie punktował (w klasyfikacji generalnej, gdy nie zdobył co najmniej jednego punktu na przestrzeni sezonu)                      |
| Czerwony                                                              | Nie zakwalifikował się (NZ) |
| Czerwony                                                              | Nie prekwalifikował się (NPK) |
| Różowy                                                                | Nie ukończył (NU) |
| Różowy                                                                | Niesklasyfikowany (NS) (w klasyfikacji generalnej, gdy nie został sklasyfikowany w żadnym wyścigu sezonu)                                 |
| Czarny                                                                | Zdyskwalifikowany (DK) |
| Czarny                                                                | Wykluczony (WYK/EX) |
| Biały                                                                 | Nie wystartował (NW) |
| Biały                                                                 | Kontuzjowany (K/INJ) |
| Biały                                                                 | Wyścig odwołany (OD/C) |
| Bez koloru                                                            | Został wycofany (WYC/WD) |
| Bez koloru                                                            | Nie przybył (NP/DNA) |
| Bez koloru                                                            | Nie brał udziału w treningach (NT/DNP) |
| Bez koloru                                                            | Nie został zgłoszony (–) |
| Pogrubienie                                                           | Start z pole position |
| Kursywa                                                               | Najszybsze okrążenie wyścigu |
| †                                                                     | Nie ukończył, ale jego rezultat został zaliczony ze względu na przejechanie więcej niż 90% dystansu wyścigu.                              |
| *                                                                     | Sezon w trakcie |
| 1/2/3                                                                 | Punktowana pozycja w sprincie kwalifikacyjnym                                                                                             |
| Lista systemów punktacji Formuły 1                                    | |

| Poz. | Kierowca        | ALA | ALA | AHV | AHV | BOT | BOT | KEM | KEM | AHV | AHV | Punkty |
| ---- | --------------- | --- | --- | --- | --- | --- | --- | --- | --- | --- | --- | ------ |
| 1    | Teemu Tanninen  | 1   | NU  | 2   | 5   | 1   | 1   | 1   | 1   | 5   | 1   | 171    |
| 2    | Simo Santapukki | 3   | 2   | 4   | 7   | 3   | 2   | 2   | 2   | 1   | 2   | 148    |
| 3    | Arto Taimi      | 2   | 1   | 1   | 1   | 7   | 3   | 4   | 3   | -   | -   | 128    |
| 4    | Kimmo Joutvuo   | 6   | 4   | 3   | 2   | 4   | 4   | NU  | 4   | 2   | 4   | 123    |
| 5    | Anssi Kela      | 4   | 3   | NU  | 4   | 2   | 6   | 3   | NU  | 3   | 5   | 109    |
| 6    | Timo Pitkäniemi | 7   | 5   | 6   | 3   | 6   | 7   | 6   | 5   | 4   | 6   | 93     |
| 7    | Ari Kalliola    | 5   | 6   | 5   | 6   | 5   | 5   | 5   | NU  | NU  | 3   | 88     |
| 8    | Risto Tonteri   | -   | -   | NU  | 8   | NU  | 8   | -   | -   | -   | -   | 28     |